# Caesalpinia caymanensis
Caesalpinia caymanensis là một loài thực vật có hoa trong họ Đậu. Loài này được Millsp. miêu tả khoa học đầu tiên.